# Ніхад Муякич
Ніхад Муякич (босн. Nihad Mujakić, нар. 15 квітня 1998, Сараєво, Боснія і Герцеговина) — боснійський футболіст, центральний захисник клубу «Партизан» та збірної Боснії і Герцеговини. На умовах оренди грає за турецький «Еюпспор».

## Ігрова кар'єра

### Клубна
Ніхад Муякич народився у місті Сараєво. І є випускником футбольної академії місцевого однойменного клуба. У 2015 році Муякич підписав з клубом свій перший професійний контракт. Влітку 2016 року у віці 18-ти років Муякич дебютував у першій команді «Сараєво».
У червні 2018 року футболіст прожовжив дію контракту до 2023 року. І того ж літа він забив перший гол у складі свого клубу в матчі кваліфікації до Ліги Європи.
В січні 2019 року поширилась інформація, що Ніхад Муякич по закінченні сезону приєднається до бельгійського «Кортрейка». У чемпіонаті Бельгії Муякич зіграв лише один матч і на початку 2020 року відправився в оренду у хорватський «Хайдук» зі Спліта.

### Збірна
Ніхад Муякич провів 8 матчів у складі молодіжної збірної Боснії і Герцеговини.

## Статистика виступів

### Статистика виступів за збірну
Станом на 10 червня 2025 року
| Дата       | Місто             | Господарі            | Результат | Гості                | Турнір                               | Голи | Примітки |
| ---------- | ----------------- | -------------------- | --------- | -------------------- | ------------------------------------ | ---- | -------- |
| 16-11-2023 | Люксембург        | Люксембург           | 4 – 1     | Боснія і Герцеговина | Відбір до ЧЄ 2024                    | -    |          |
| 19-11-2023 | Зениця            | Боснія і Герцеговина | 1 – 2     | Словаччина           | Відбір до ЧЄ 2024                    | -    |          |
| 3-6-2024   | Ньюкасл-апон-Тайн | Англія               | 3 – 0     | Боснія і Герцеговина | товариський матч                     | -    | 74'      |
| 9-6-2024   | Емполі            | Італія               | 1 – 0     | Боснія і Герцеговина | товариський матч                     | -    | 81'      |
| 7-9-2024   | Ейндговен         | Нідерланди           | 5 – 2     | Боснія і Герцеговина | Ліга націй УЄФА 2024-2025 - 1-й етап | -    | 68'      |
| 10-6-2025  | Целє              | Словенія             | 2 – 1     | Боснія і Герцеговина | товариський матч                     | -    | 81'      |
| Усього     |                   | Матчів               | 6         |                      | Голів                                | 0    |          |

## Титули і досягнення
Сараєво
 Чемпіон Боснії і Герцеговини: 2018/19
 Переможець Кубка Боснії і Герцеговини: 2018/19